# Gifurwe (vattendrag i Burundi, Bubanza)
Gifurwe är ett vattendrag i Burundi.   Det ligger i provinsen Bubanza, i den västra delen av landet, 21 kilometer norr om huvudstaden Bujumbura.
Omgivningarna runt Gifurwe är huvudsakligen savann. Runt Gifurwe är det tätbefolkat, med 319 invånare per kvadratkilometer.